# Crying (песня Роя Орбисона)
«Crying» — песня американского исполнителя Роя Орбисона, написанная им в соавторстве с Джо Мельсоном, и выпущенная в июле 1961 года в качестве сингла. 7 октября того же года сингл достиг вершины чарта журнала Cashbox, а в чарте Billboard Hot 100 занял 2 место.
В 1962 году лейбл Monument Records выпустил альбом Орбисона Crying, а песня на нём стала открывающей.
Летом 1980 года версия песни, записанная Доном Маклином, в течение трёх недель занимала первое место в национальном хит-параде Великобритании.
В 1987 года Орбисон перезаписал песню дуэтом с Кэтрин Дон Ланг специально для саундтрека к фильму Игра в прятки. За эту песню они получили премию Грэмми в номинации Лучшее совместное вокальное кантри исполнение. Песня была издана в качестве сингла и заняла 42 позицию в кантри-чарте США. В Великобритании она добилась намного большего успеха, где в 1992 году смогла пробиться до 3 места в чарте UK Singles Chart. Продюсером сингла стали Пит Андерсон, Дон Вас и Дэвид Вас, а выпускающим лейблом как сингла так и саундтрека Virgin Records. На обратную сторону была помещена песня Орбисона «Falling», продюсерами которой выступили он сам, его жена Барбара и Майкл Отли.
В 2002 году, «Crying» была удостоена включения в Зал Славы наград Грэмми.
В 2004 году, в списке 500 лучших песен по версии журнала Rolling Stone, песня заняла 69 место.

## Кавер-версии
- Американский певец Дел Шеннон записал песню для своего альбома 1964 года Handy Man.
- Кавер-версия песни в исполнении Jay and the Americans достигла 25 места в чарте Billboard Hot 100 в 1966 году .[4]
- Кантри-певица Линн Андерсон записала песню для своего альбома 1968 года Big Girls Don’t Cry.
- Кантри-певица Дотти Уэст выпустила песню на своём альбоме 1968 года What I’m Cut Out to Be.
- Би Джей Томас включил песню в свой альбом 1975 года Reunion.
- Свою версию песни записал американский певец Билли Джо Ройал.
- Дон Маклин записал кавер-версию песни для своего альбома 1978 года Chain Lightning. Летом 1980 года песня в течение трёх недель занимала первое место в национальном хит-параде Великобритании, а в 1981 году заняла 5 строчку в чарте Billboard Hot 100, 2 в Adult Contemporary и 6 в Country.[5]
- Три других кавер-версии, попавшие в Кантри-чарт записали Арлин Харден в 1970 году (28 место)[6], Ронни Милсап в 1976 году (79 место)[7] и Стефани Уинслоу в 1980 (14 место в США, 53 место в Канаде).[8]
- Бразильский дуэт Chitãozinho & Xororó исполнил песню на португальском языке под названием «Lágrimas» на своём альбоме 1998 года Na Aba do Meu Chapéu.
- Джин Питни включил песню в свой альбом 1999 года Gene Pitney Sings Great Ballads.
- В 2001 году Ребека Дель Рио исполнила испаноязычную а капелла версию песни под названием «Llorando» в фильме Дэвида Линча Малхолланд Драйв.[9]
- Бельгийская певица Дана Виннер записала песню для своего альбома 2002 года Unforgettable Too.
- В 2007 году кантри-певец Билли Гилман выпустил песню в качестве сингла.
- Американский певец Клэй Эйкен записал песню дуэтом с Линдой Эдер для своего кавер-альбома 2010 года Tried and True.
- Пуэрто-Риканская певица La India записала песню в стиле сальса для своего альбома 2010 года Unica.
- Канадская электронная группа Austra записала кавер-версию песни для делюкс-издания своего дебютного альбома 2011 год Feel It Break.
- Международный поп-квартет Il Divo включили песню в свой альбом 2011 года Wicked Game.

Концертные исполнения песни
- В мае 1988 года Брюс Спрингстин и E Street Band сыграли песню на концерте в Мэдисон-сквер-гарден.
- В 2005 году Кэрри Андервуд исполнила песню в полуфинале 4 сезона телешоу American Idol.
- В 2005 году, на первом этапе третьего сезона телешоу Canadian Idol песню исполнила Эмили Винетт, выбывшая на следующий вечер. В 2006 году в четвёртом сезоне песню исполнила Эшли Коултер, которая также выбыла на следующий вечер.
- В финале второго сезона телевизионного конкурса талантов America’s Got Talent, чревовещатель Терри Фейтор о своей куклой-черепахой Уинстоном исполнил песню, олицетворяя Роя Орбисона. Фейтер получил высокие оценки и выиграл конкурс, получив приз в миллион долларов.
- В 2009 году «Crying» была спета Джейми «Афро» Арчером на 5 неделе британского телешоу The X Factor.
- Финалист 12 сезона телешоу American Idol Кри Харрисон исполнил песню во время недели Music of the American Idols.